# Asdrúbal Fontes
Asdrúbal Fontes   (Pan de Azúcar, 26 de desembre de 1922 - Montevideo, 9 de juliol de 2006) va ser un pilot de curses automobilístiques uruguaià que va arribar a disputar curses de Fórmula 1.

## A la F1
Va debutar a la quarta cursa de la temporada 1959 (la desena temporada de la història) del campionat del món de la Fórmula 1, disputant el 5 de juliol del 1959 el GP de França al Circuit de Reims.
Asdrúbal Fontes va participar en una única prova puntuable pel campionat de la F1 no aconseguint classificar-se per disputar la cursa i no assolí cap punt pel campionat del món de pilots.

## Resultats a la Fórmula 1
| Any  | Equip               | Xassís | Motor    | 1   | 2   | 3   | 4       | 5   | 6   | 7   | 8   | 9   | Posició | Punts |
| ---- | ------------------- | ------ | -------- | --- | --- | --- | ------- | --- | --- | --- | --- | --- | ------- | ----- |
| 1959 | Scuderia Centro Sud | Cooper | Maserati | MON | 500 | HOL | FRA NVQ | GBR | ALE | POR | ITA | USA | -       | 0     |

### Resum
| Curses: | Victòries: | Pòdiums: | Poles: | Voltes ràpides: | Punts: |
| ------- | ---------- | -------- | ------ | --------------- | ------ |
| 1       | 0          | 0        | 0      | 0               | 0      |